# Shelley-hegyiasztrild
A Shelley-hegyiasztrild régiesen Shelley hegyi asztrildja (Cryptospiza shelleyi) a madarak osztályának a verébalakúak (Passeriformes) rendjébe, ezen belül a díszpintyfélék (Estrildidae) családjába tartozó  faj.

## Rendszerezése
A fajt Richard Bowdler Sharpe angol ornitológus írta le 1902-ben.

## Előfordulása
Afrikában, Burundi, a Kongói Demokratikus Köztársaság, Ruanda és Uganda területén honos. A természetes élőhelye szubtrópusi és trópusi  hegyi esőerdők. Állandó, nem vonuló faj.

## Megjelenése
Testhossza 13 centiméter, testtömege 15–19 gramm. A hím felül kárminvörös, a szárnyak sötétbarnák vörös színnel. A farktollak feketék. Alul sárgás szürkészöld, ami hátrafelé rozsdabarnába megy át. A csőr vörös, a tövénél, a gerincénél és az alsó káva közepén barnás színű. A szem sötétbarna, vörös gyűrűvel, a láb feketés színű. A tojó feje sárgászöld, alsó farokfedői mattabb színűek.

## Életmódja
Magvakkal és rovarokkal táplálkozik.

## Természetvédelmi helyzete
Az elterjedési területe nem nagy, egyedszáma pedig csökken. A Természetvédelmi Világszövetség Vörös listáján sebezhető fajként szerepel.